# Vialba
Vialba è un quartiere  di Milano posto nella zona nord-occidentale della città, al confine con i comuni di Novate Milanese e Baranzate, lambito a nord all'autostrada A4 e ad ovest al tratto di penetrazione urbana dell'autostrada A8. È compreso nel Municipio 8 e nel NIL n. 76 "Quarto Oggiaro - Vialba - Musocco. Fino al 1841 costituiva un comune autonomo.

## Storia
Vialba fu nominata per la prima volta, come Villalba, nel 1346.
Nell'ambito della suddivisione del territorio milanese in pievi, apparteneva alla Pieve di Bollate. Oltre ai confini moderni, all'epoca era anche delimitata da Roserio ad ovest, da Musocco a sud e da Affori ad est. Nell'estimo voluto dall'imperatrice Maria Teresa nel 1771, Vialba risultò avere 194 abitanti.
In età napoleonica Vialba dapprima annesse Cassina Triulza nel 1809, ma poi nel 1811 fu a sua volta aggregata a Bollate, recuperando l'autonomia nel 1816 con la costituzione del Regno Lombardo-Veneto.
Vialba fu aggregata al comune di Musocco il 2 settembre 1841, a sua volta aggregato a Milano nel 1923.
L'area mantenne un carattere rurale fino a dopo la Seconda guerra mondiale, quando vi furono costruiti numerosi caseggiati popolari, senza soluzione di continuità con la vicina Quarto Oggiaro. Attualmente dell'antico borgo resta solo la Villa Scheibler.

## Trasporti

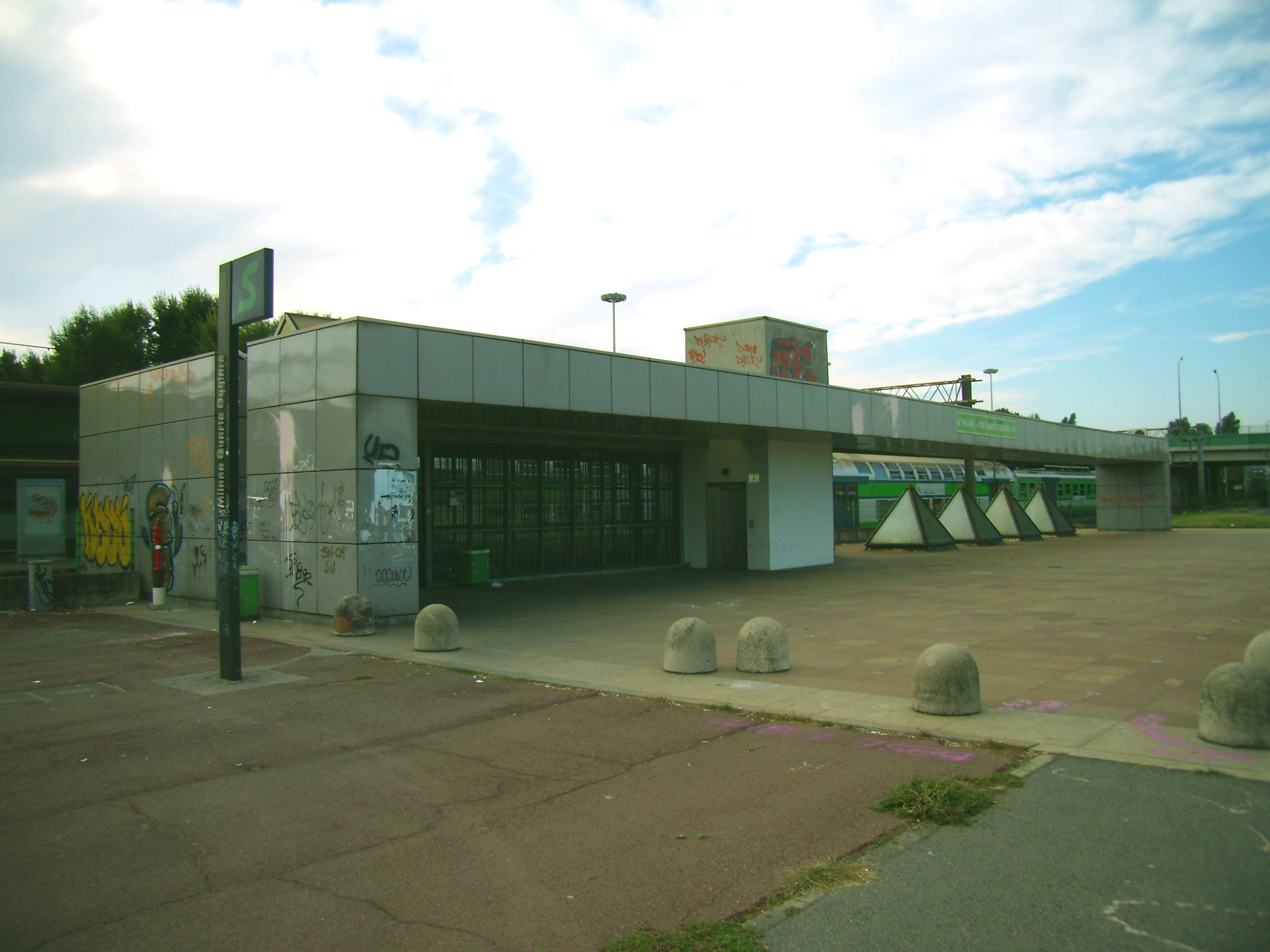
Stazione ferroviaria di Milano Quarto Oggiaro.

Vialba è collegata al centro della città con i treni delle linee S1 ed S3 del servizio ferroviario suburbano che fermano alla stazione di Milano Quarto Oggiaro la quale, a dispetto del nome assegnatole quando tutta la zona era già stata riunita in un unico comune, ricade nell'antico territorio municipale vialbese e con la stazione ferroviaria di Milano Certosa.